# جزیره خارگو

نقشه حمل و نقل استان بوشهر

جزیره خارگو از جزیره‌های کوچک ایرانی در خلیج فارس از توابع استان بوشهر است.
خارگو با درازای ۵ کیلومتر و پهنای تقریبی ۶۰۰ متر و مساحتی حدود ۳۰۰ هکتار در فاصله ۵ کیلومتری از جزیره خارگ قرار دارد.
این جزیره دارای تعدادی تأسیسات به جای‌مانده از حضور نظامیان کشور در سال‌های جنگ ایران و عراق از جمله اسکله و ساختمان‌های انبار مانند می‌باشد که امروزه محل مناسبی جهت رشد پرندگان در این جزیره است. این جزیره همچنین زمانی محل استقرار نظامیان انگلیسی جهت تسخیر خارگ بود و پیش از آن نیز میر مهنای بندر ریگی برای حمله به هلندیان در خارگ از خارکگ نیروهای خود را به سمت خارگ گسیل داشته است. جزایر مهمی چون خارگ، خارگو و ریگ جز بلوک حیات‌داوودی و دارایی خاندان لر حیات‌داوود بود.

## اثر طبیعی ملی جزیرهٔ خارگو
این جزیره بنا به دلایل زیست‌محیطی و ارزش پدیده‌های طبیعی آن توسط سازمان حفاظت از محیط‌زیست ایران به عنوان اثر طبیعی ملی جزیرهٔ خارگو به ثبت رسیده است.